# Mindre sotpetrell
Mindre sotpetrell (Procellaria parkinsoni) är en fågel i familjen liror inom ordningen stormfåglar som häckar på två små öar utanför Nya Zeeland.

## Utseende
Mindre sotpetrell är en stor, svart petrell med en kroppslängd på 46 centimeter. Den är dock minst i sitt släkte. Undersidan av handpennorna kan verka silvriga. Den svartspetsade näbben är gulvit på adulta fåglar, blåvit på ungfåglar. Äldre fåglar blir allt brunare med åldern. Arten är mindre och mer smånäbbad än liknande större sotpetrell (Procellaria westlandica) samt har lättare flykt. Ljusfotad lira (Ardenna carneipes) har rosa fötter och ett annorlunda flygsätt.

## Utbredning
Fågeln häckar på Great Barrier Island och Little Barrier Island utanför Nordön i Nya Zeeland. Fram till 1960-talet häckade den även på Nordön och Sydön. Dess pelagiska utbredningsområde utanför häckningstid sträcker sig till Sydamerika, mellan Galápagosöarna, södra Mexiko och norra Peru.

## Ekologi

### Häckning
Fågeln häckar i bohålor i kolonier i unga Podocarpus-skogar eller blandskogar över 500 meters höjd, tidigare på Nord- och Sydön upp till 1.200 meters höjd i hög skog men också alpina gräsmarker. De flesta ägg läggs från mitten av november till slutet av december, kläcks slutet av januari till februari och ungarna är flygga i maj-juni. 

### Föda
Fågeln lever huvudsakligen av bläckfisk, men även kräftdjur, manteldjur och rundmunnar. Den födosöker i grupper om upp till 300 individer genom att plocka föda från ytan eller med grunda dyk, oftast mindre än fem meter men hela 34 meter har noterats.

## Status och hot
Artens bestånd tros vara stabilt, men eftersom den endast häckar på två små öar listar internationella naturvårdsunionen IUCN arten som sårbar, och noterar att om någon minskning noteras bör den uppgraderas till starkt hotad. Världspopulationen uppskattas till 11.000 individer, varav 880 par häckar på Great Barrier Island och 620 par på Little Barrier Island. På Little Barrier Island var den tidigare mycket vanlig, men populationen minskade på grund av predation från katter ända fram till de utrotades från ön 1980.

## Namn
Fågelns vetenskapliga artnamn hedrar Sydney Parkinson (1745-1771), engelsk konstnär, forskare och upptäcktsresande.